# Матчи мужской сборной России по волейболу 2002
В сезоне 2002 года сборная России приняла участие в 2 официальных турнирах - Мировой лиге и чемпионате мира.

## Матчи

### Мировая лига. Интерконтинентальный раунд
| № 1(257) | 28.06.2002 Санкт-Петербург. Дворец спорта "Юбилейный". 4530 зрителей | Россия — Куба — 3:0 (25:21, 25:22, 25:19)                   | Группа С |
| Россия: Вадим Хамутцких (3), Игорь Шулепов (5), Сергей Тетюхин (12), Андрей Егорчев (9), Александр Герасимов (8), Алексей Кулешов (11), Евгений Митьков (л). Выход на замену: Руслан Олихвер (0), Павел Абрамов (3), Роман Яковлев (2). Куба: Ёслидер Кала (5), Портундо (0), Павел Пимьента (3), Томас Альдасабаль (14), Ален Рока (3), Спик Доминико (5), Иосвани Чамберс (л). Выход на замену: Бель (7), Ромеро Поей (0), Крус (2).                                                                                |                                                                      |                                                             |          |
| № 2(258) | 29.06.2002 Санкт-Петербург. Дворец спорта "Юбилейный". 3020 зрителей | Россия — Куба — 3:2 (19:25, 25:14, 20:25, 25:22, 15:10)     | Группа С |
| Россия: Алексей Кулешов (9), Вадим Хамутцких (7), Игорь Шулепов (7), Сергей Тетюхин (8), Андрей Егорчев (7), Роман Яковлев (24), Евгений Митьков (л). Выход на замену: Руслан Олихвер (3), Павел Абрамов (1), Александр Герасимов (0), Тарас Хтей (1). Куба: Ален Рока (0), Ёслидер Кала (15), Крус (6), Томас Альдасабаль (21), Портундо (16), Павел Пимьента (7), Иосвани Чамберс (л). Выход на замену: Бель (0), Ромеро Поей (3), Салас (0).                                                                       |                                                                      |                                                             |          |
| № 3(259) | 5.07.2002 Казань. Дворец спорта "Казань". 4980 зрителей              | Россия — Германия — 3:2 (25:27, 25:22, 25:21, 30:32, 17:15) | Группа С |
| Россия: Вадим Хамутцких (2), Александр Косарев (7), Андрей Егорчев (6), Роман Яковлев (21), Сергей Тетюхин (20), Алексей Кулешов (9), Евгений Митьков (л). Выход на замену: Руслан Олихвер (6), Павел Абрамов (0), Игорь Шулепов (4). Германия: Дене (3), Бьорн (18), Лифке (23), Вальтер (7), Пампель (12), Хюбнер (17), Ланге (л). Выход на замену: Видершайн (0), Бергман (6), Зибек (0). |                                                                      |                                                             |          |
| № 4(260) | 6.07.2002 Казань. Дворец спорта "Казань". 4880 зрителей              | Россия — Германия — 1:3 (18:25, 25:17, 23:25, 17:25)        | Группа С |
| Россия: Руслан Олихвер (3), Константин Ушаков (0), Александр Косарев (3), Андрей Егорчев (1), Роман Яковлев (18), Павел Абрамов (14), Евгений Митьков (л). Выход на замену: Вадим Хамутцких (2), Игорь Шулепов (4), Сергей Тетюхин (3), Александр Герасимов (1), Алексей Кулешов (6). Германия: Дене (1), Бьорн (13), Лифке (13), Вальтер (9), Пампель (19), Хюбнер (14), Ланге (л). Выход на замену: Видершайн (0), Глинкер (0), Зибек (1).                                                                          |                                                                      |                                                             |          |
| № 5(261) | 12.07.2002 Эйндховен. "Indoor Sportcentrum". 1950 зрителей           | Нидерланды — Россия — 1:3 (12:25, 25:23, 20:25, 17:25)      | Группа С |
| Нидерланды: Нико Фрерикс (0), Рейндер Нюммердор (8), Йоппе Паулидес (2), Рихард Схёйл (23), Гёйдо Гёртзен (7), Сандер Олстхорн (4), Йост Койстра (л). Выход на замену: Дирк-Ян ван Гендт (0), Аллан ван де Ло (0), Роберт Хорстинк (0), Майк ван де Гор (1). Россия: Вадим Хамутцких (6), Павел Абрамов (11), Руслан Олихвер (10), Роман Яковлев (18), Сергей Тетюхин (17), Алексей Кулешов (10), Евгений Митьков (л). Выход на замену: Александр Косарев (0), Александр Герасимов (1).                               |                                                                      |                                                             |          |
| № 6(262) | 13.07.2002 Эйндховен. "Indoor Sportcentrum". 2600 зрителей           | Нидерланды — Россия — 0:3 (19:25, 27:29, 18:25)             | Группа С |
| Нидерланды: Дирк-Ян ван Гендт (1), Рейндер Нюммердор (12), Майк ван де Гор (0), Рихард Схёйл (16), Гёйдо Гёртзен (4), Сандер Олстхорн (4), Йост Койстра (л). Выход на замену: Йоппе Паулидес (2), Нико Фрерикс (0), Аллан ван де Ло (0), Роберт Хорстинк (3), Йорам Ман (0). Россия: Павел Абрамов (13), Руслан Олихвер (3), Роман Яковлев (10), Сергей Тетюхин (8), Алексей Кулешов (14), Вадим Хамутцких (3), Евгений Митьков (л). Выход на замену: Александр Герасимов (0), Тарас Хтей (0), Константин Ушаков (0). |                                                                      |                                                             |          |
| № 7(263) | 19.07.2002 Гавана. "Ciudad Deportiva". 13 200 зрителей               | Куба — Россия — 1:3 (25:21, 20:25, 19:25, 18:25)            | Группа С |
| Куба: Павел Пимьента (7), Ален Рока (1), Ёслидер Кала (8), Спик Доминико (5), Томас Альдасабаль (18), Портундо (14), Иосвани Чамберс (л). Выход на замену: Бель (0), Ромеро Поей (0), Крус (1), Гонсалез (0). Россия: Павел Абрамов (12), Руслан Олихвер (9), Роман Яковлев (19), Сергей Тетюхин (19), Алексей Кулешов (12), Вадим Хамутцких (1), Евгений Митьков (л). Выход на замену: Максим Терёшин (0), Константин Ушаков (0), Александр Герасимов (0), Тарас Хтей (0).                                           |                                                                      |                                                             |          |
| № 8(264) | 20.07.2002 Гавана. "Ciudad Deportiva". 7800 зрителей                 | Куба — Россия — 0:3 (19:25, 22:25, 19:25)                   | Группа С |
| Куба: Павел Пимьента (3), Ален Рока (0), Ёслидер Кала (8), Спик Доминико (8), Томас Альдасабаль (7), Портундо (5), Иосвани Чамберс (л). Выход на замену: Бель (7), Ромеро Поей (5), Гонсалез (1). Россия: Вадим Хамутцких (2), Павел Абрамов (10), Руслан Олихвер (3), Роман Яковлев (18), Сергей Тетюхин (10), Алексей Кулешов (6), Евгений Митьков (л). Выход на замену: Андрей Егорчев (2), Александр Герасимов (0), Тарас Хтей (0).                                                                               |                                                                      |                                                             |          |
| № 9(265) | 27.07.2002 Дюссельдорф. "Rhein Halle". 3100 зрителей                 | Германия — Россия — 1:3 (13:25, 26:28, 25:18, 33:35)        | Группа С |
| Германия: Дене (5), Андре (14), Вальтер (5), Лифке (16), Пампель (15), Хюбнер (8), Зибек (л). Выход на замену: Видершайн (0), Бергман (0). Россия: Вадим Хамутцких (3), Павел Абрамов (1), Андрей Егорчев (13), Роман Яковлев (16), Сергей Тетюхин (5), Алексей Кулешов (16), Александр Соколов (л). Выход на замену: Тарас Хтей (8), Максим Терёшин (1), Константин Ушаков (0), Александр Косарев (6), Руслан Олихвер (1).                                                                                           |                                                                      |                                                             |          |
| № 10(266) | 28.07.2002 Дюссельдорф. "Rhein Halle". 2300 зрителей                 | Германия — Россия — 2:3 (18:25, 26:24, 22:25, 25:13, 15:17) | Группа С |
| Германия: Дене (0), Андре (14), Вальтер (0), Лифке (13), Пампель (16), Хюбнер (10), Зибек (л). Выход на замену: Видершайн (3), Майер (6), Бергман (6), Глинкер (3). Россия: Павел Абрамов (13), Андрей Егорчев (10), Максим Терёшин (6), Тарас Хтей (13), Алексей Кулешов (14), Вадим Хамутцких (2), Александр Соколов (л). Выход на замену: Константин Ушаков (2), Александр Косарев (4), Руслан Олихвер (1). |                                                                      |                                                             |          |
| № 11(267) | 2.08.2002 Белгород. Дворец спорта "Космос". 5012 зрителей            | Россия — Нидерланды — 3:0 (25:19, 25:15, 35:33)             | Группа С |
| Россия: Вадим Хамутцких (5), Павел Абрамов (5), Андрей Егорчев (13), Роман Яковлев (10), Сергей Тетюхин (11), Алексей Кулешов (9), Евгений Митьков (л). Выход на замену: Александр Косарев (6), Руслан Олихвер (0), Тарас Хтей (0). Нидерланды: Дирк-Ян ван Гендт (1), Рейндер Нюммердор (8), Йоппе Паулидес (8), Йорам Ман (9), Роберт Хорстинк (9), Сандер Олстхорн (6), Йост Койстра (л). Выход на замену: Эрик Сиберс (1), Вейтзе Койстра (0), Аллан ван де Ло (0).                                               |                                                                      |                                                             |          |
| № 12(268) | 3.08.2002 Белгород. Дворец спорта "Космос". 4900 зрителей            | Россия — Нидерланды — 3:0 (25:14, 25:20, 25:17)             | Группа С |
| Россия: Вадим Хамутцких (0), Тарас Хтей (17), Андрей Егорчев (8), Александр Герасимов (12), Сергей Тетюхин (2), Алексей Кулешов (7), Евгений Митьков (л). Выход на замену: Павел Абрамов (9), Александр Косарев (2), Константин Ушаков (0). Нидерланды: Дирк-Ян ван Гендт (0), Рейндер Нюммердор (7), Йоппе Паулидес (1), Йорам Ман (7), Роберт Хорстинк (9), Майк ван де Гор (0), Йост Койстра (л). Выход на замену: Эрик Сиберс (1), Вейтзе Койстра (1), Аллан ван де Ло (0).                                       |                                                                      |                                                             |          |

### Мировая лига. Финальный турнир
| № 13(269) | 13.08.2002 Ресифи. "Жералдо Магальяэс". 1500 зрителей   | Россия — Нидерланды — 3:0 (25:22, 25:22, 25:17            | Группа Е   |
| Россия: Павел Абрамов (3), Андрей Егорчев (6), Роман Яковлев (15), Сергей Тетюхин (10), Алексей Кулешов (5), Вадим Хамутцких (4), Евгений Митьков (л). Выход на замену: Александр Герасимов (0), Тарас Хтей (1), Руслан Олихвер (4), Александр Косарев (0). Нидерланды: Аллан ван де Ло (0), Нико Фрерикс (1), Рейндер Нюммердор (8), Сандер Олстхорн (5), Рихард Схёйл (7), Гёйдо Гёртзен (14), Йост Койстра (л). Выход на замену: Роберт Хорстинк (1), Йоппе Паулидес (1), Майк ван де Гор (1).                                                      |                                                         |                                                           |            |
| № 14(270) | 14.08.2002 Ресифи. "Жералдо Магальяэс". 2250 зрителей   | Россия — Испания — 2:3 (21:25, 25:23, 24:26, 25:23, 17:19 | Группа Е   |
| Россия: Алексей Кулешов (16), Вадим Хамутцких (3), Павел Абрамов (11), Андрей Егорчев (1), Роман Яковлев (23), Сергей Тетюхин (13), Евгений Митьков (л). Выход на замену: Александр Герасимов (0), Тарас Хтей (0), Руслан Олихвер (12), Александр Косарев (1). Испания: Косме Пренафета (1), Энрике де ла Фуэнте (22), Хуан Хосе Сальвадор (13), Гильермо Фаласка (18), Луис Педро Суэла (7), Хосе Луис Мольто (9), Алексис Валидо (л). Выход на замену: Карлос Луис Каррено (0), Густаво Сауседо (0), Хуан Карлос Вега (0), Хосе Антонио Касилла (1). |                                                         |                                                           |            |
| № 15(271) | 15.08.2002 Ресифи. "Жералдо Магальяэс". 16 500 зрителей | Бразилия — Россия — 3:0 (25:23, 28:26, 25:20)             | Группа Е   |
| Бразилия: Маурисио (2), Жиба (15), Энрике (7), Андре (8), Налберт (9), Густаво (8), Сержио (л). Выход на замену: Андерсон (2), Рикардо (0), Джоване (0). Россия: Вадим Хамутцких (0), Александр Косарев (5), Андрей Егорчев (2), Роман Яковлев (12), Сергей Тетюхин (5), Алексей Кулешов (7), Евгений Митьков (л). Выход на замену: Александр Герасимов (3), Константин Ушаков (0), Павел Абрамов (0), Тарас Хтей (2), Руслан Олихвер (4). |                                                         |                                                           |            |
| № 16(272) | 17.08.2002 Белу-Оризонти. "Минериньо". 2650 зрителей    | Россия — Италия — 3:1 (23:25, 25:19, 25:20, 25:22)        | 1/2 финала |
| Россия: Вадим Хамутцких (6), Павел Абрамов (18), Андрей Егорчев (10), Роман Яковлев (15), Сергей Тетюхин (13), Алексей Кулешов (13), Евгений Митьков (л). Выход на замену: Александр Герасимов (0), Руслан Олихвер (0), Александр Косарев (0). Италия: Луиджи Мастранджело (7), Паскуале Гравина (10), Валерио Вермильо (1), Самуэле Папи (16), Христо Златанов (8), Алессандро Феи (12), Кристиан Казоли (л). Выход на замену: Фердинандо Де Джорджи (0), Андреа Сарторетти (0), Матей Чернич (0), Андреа Джани (2), Лука Тенкати (1).                |                                                         |                                                           |            |
| № 17(273) | 18.08.2002 Белу-Оризонти. "Минериньо". 21 393 зрителей  | Бразилия — Россия — 1:3 (21:25, 23:25, 25:22, 17:25)      | Финал      |
| Бразилия: Маурисио (1), Жиба (21), Энрике (4), Андре (7), Налберт (13), Густаво (6), Сержио (л). Выход на замену: Андерсон (0), Рикардо (0), Джоване (4), Данте (2), Родриго (3). Россия: Вадим Хамутцких (6), Павел Абрамов (13), Андрей Егорчев (6), Роман Яковлев (18), Сергей Тетюхин (12), Алексей Кулешов (11), Евгений Митьков (л). Выход на замену: Александр Герасимов (0), Александр Косарев (0). |                                                         |                                                           |            |

### Чемпионат мира
| № 18(274) | 29.09.2002 Буэнос-Айрес. «Лунапарк». 3110 зрителей   | Болгария — Россия — 3:0 (28:26, 25:19, 25:23)               | Группа С   |
| Болгария: Николай Иванов (2), Валов (5), Евгений Иванов (9), Николов (20), Пламен Константинов (10), Христо Цветанов (8), Даниэл Пеев (л). Выход на замену: Милушев (0), Атапов (0). Россия: Вадим Хамутцких (2), Павел Абрамов (7), Андрей Егорчев (5), Роман Яковлев (9), Сергей Тетюхин (6), Алексей Кулешов (6), Евгений Митьков (л). Выход на замену: Александр Герасимов (4), Александр Косарев (1), Руслан Олихвер (3), Константин Ушаков (0). |                                                      |                                                             |            |
| № 19(275) | 30.09.2002 Буэнос-Айрес. «Лунапарк». 1935 зрителей   | Россия — Франция — 1:3 (21:25, 21:25, 25:13, 12:25)         | Группа С   |
| Франция: Стефан Антига (11), Оливье Киффер (7), Лоран Капе (15), Франc Гранворка (18), Доминик Дакен (11), Матиас Патен (1), Юбер Энно (л). Выход на замену: Венсан Монмеа (0), Себастьян Франголаччи (0), Лоик де Кергре (0), Люк Марке (0), Филипп Барка-Сизик (0). Россия: Павел Абрамов (9), Андрей Егорчев (14), Роман Яковлев (11), Сергей Тетюхин (13), Алексей Кулешов (6), Вадим Хамутцких (2), Евгений Митьков (л). Выход на замену: Александр Герасимов (5), Александр Косарев (1), Тарас Хтей (2), Константин Ушаков (1).                         |                                                      |                                                             |            |
| № 20(276) | 1.10.2002 Буэнос-Айрес. «Лунапарк». 3015 зрителей    | Россия — Тунис — 3:0 (25:19, 25:13, 25:23)                  | Группа С   |
| Россия: Павел Абрамов (11), Андрей Егорчев (8), Роман Яковлев (9), Сергей Тетюхин (10), Алексей Кулешов (11), Вадим Хамутцких (2), Евгений Митьков (л). Тунис: Гидара (1), Хфайедх (14), Карамосли (5), Фехри (4), Белайд (12), Гхезал (5), Беррири (л). Выход на замену: Гара (0), Селами (0). |                                                      |                                                             |            |
| № 21(277) | 4.10.2002 Кордова. «Orfeo Superdomo». 1850 зрителей  | Польша — Россия — 2:3 (25:22, 19:25, 20:25, 25:22, 11:15)   | Группа Н   |
| Польша: Вагнер (1), Ярослав Станцелевски (4), Павел Папке (15), Давид Мурек (12), Марцин Новак (10), Пётр Грушка (16), Кшиштоф Игнащак (л). Выход на замену: Липински (3), Себастьян Свидерски (4), Роберт Прыгил (0). Россия: Павел Абрамов (10), Андрей Егорчев (10), Роман Яковлев (2), Сергей Тетюхин (19), Алексей Кулешов (17), Вадим Хамутцких (0), Евгений Митьков (л). Выход на замену: Константин Ушаков (3), Александр Герасимов (13), Александр Косарев (0), Руслан Олихвер (0), Тарас Хтей (0).                                                  |                                                      |                                                             |            |
| № 22(278) | 5.10.2002 Кордова. «Orfeo Superdomo». 2400 зрителей  | Испания — Россия — 2:3 (25:23, 22:25, 28:26, 16:25, 13:15)  | Группа Н   |
| Испания: Косме Пренафета (3), Рафаэль Паскуаль (7), Хуан Хосе Сальвадор (12), Густаво Сауседо (15), Энрике де ла Фуэнте (23), Хосе Луис Мольто (9), Алексис Валидо (л). Выход на замену: Гильермо Фаласка (0), Карлос Луис Каррено (0), Луис Педро Суэла (0), Флорес (0). Россия: Вадим Хамутцких (1), Павел Абрамов (17), Андрей Егорчев (8), Роман Яковлев (20), Сергей Тетюхин (17), Алексей Кулешов (7), Евгений Митьков (л). Выход на замену: Константин Ушаков (0), Александр Герасимов (2), Александр Косарев (0), Руслан Олихвер (2), Тарас Хтей (0). |                                                      |                                                             |            |
| № 23(279) | 6.10.2002 Кордова. «Orfeo Superdomo». 3000 зрителей  | Португалия — Россия — 0:3 (24:26, 15:25, 20:25)             | Группа Н   |
| Португалия: Пиньейру (1), Силва (3), Жозе (4), Гашпар (12), Алвеш (5), Бира (4), Тейкшейра (л). Выход на замену: Эурику (1), Роберту (0), Флавиу (0). Россия: Павел Абрамов (9), Андрей Егорчев (7), Роман Яковлев (6), Сергей Тетюхин (16), Алексей Кулешов (9), Вадим Хамутцких (2), Евгений Митьков (л). Выход на замену: Александр Герасимов (0), Александр Косарев (0), Тарас Хтей (1). |                                                      |                                                             |            |
| № 24(280) | 9.10.2002 Буэнос-Айрес. «Лунапарк». 4040 зрителей    | Россия — Греция — 3:0 (25:22, 25:22, 25:21)                 | 1/4 финала |
| Россия: Павел Абрамов (10), Андрей Егорчев (4), Роман Яковлев (13), Сергей Тетюхин (11), Алексей Кулешов (5), Вадим Хамутцких (4), Евгений Митьков (л). Выход на замену: Александр Герасимов (0), Александр Косарев (2). Греция: Василеос Курнетас (0), Мариос Гиурдас (11), Антониос Цакиропулос (3), Николас Румелиотис (6), Теодорос Хатзиантониу (4), Крисантос Кириазис (3), Христос Димитракопулос (л). Выход на замену: Сотириос Панталеон (5), Тонтор Баев (11), Бозидис (0), Ильяс Лаппас (1).                                                       |                                                      |                                                             |            |
| № 25(281) | 11.10.2002 Буэнос-Айрес. «Лунапарк». 3470 зрителей   | Франция — Россия — 2:3 (19:25, 25:16, 20:25, 25:21, 9:15)   | 1/2 финала |
| Франция: Доминик Дакен (8), Лоик де Кергре (1), Стефан Антига (20), Оливье Киффер (9), Лоран Капе (4), Франc Гранворка (20), Юбер Энно (л). Выход на замену: Матиас Патен (1), Люк Марке (6), Себастьян Франголаччи (2), Венсан Монмеа (0). Россия: Павел Абрамов (11), Андрей Егорчев (12), Роман Яковлев (28), Сергей Тетюхин (21), Алексей Кулешов (10), Вадим Хамутцких (1), Евгений Митьков (л). Выход на замену: Константин Ушаков (4), Александр Косарев (0), Тарас Хтей (0).                                                                          |                                                      |                                                             |            |
| № 26(282) | 13.10.2002 Буэнос-Айрес. «Лунапарк». 10 250 зрителей | Россия — Бразилия — 2:3 (25:23, 25:27, 20:25, 25:23, 13:15) | Финал      |
| Россия: Павел Абрамов (16), Андрей Егорчев (12), Роман Яковлев (14), Сергей Тетюхин (22), Алексей Кулешов (6), Вадим Хамутцких (3), Евгений Митьков (л). Выход на замену: Руслан Олихвер (2), Александр Герасимов (2), Константин Ушаков (0), Александр Косарев (0), Тарас Хтей (0). Бразилия: Жиба (18), Энрике (7), Андре (6), Налберт (23), Густаво (9), Маурисио (1), Сержио (л). Выход на замену: Андерсон (14), Рикардо (3), Джоване (3), Родриго (0).                                                                                                  |                                                      |                                                             |            |

## Состав
Всего в 2002 году в составе сборной России в официальных турнирах играло 15 волейболистов. Дебютировали в составе сборной Тарас Хтей и Александр Соколов.
В скобках указано число матчей, проведённых в стартовом составе + в качестве либеро
| № п/п | Игрок               | Год рождения | Амплуа       | Клуб                                  | Турниры и игры | Турниры и игры | Всего матчей | Очки |
| № п/п | Игрок               | Год рождения | Амплуа       | Клуб                                  | МЛ             | ЧМ             | Всего матчей | Очки |
| ----- | ------------------- | ------------ | ------------ | ------------------------------------- | -------------- | -------------- | ------------ | ---- |
| 1     | Роман Яковлев       | 1976         | диагональный | «Модена»                              | 15(14)         | 9(9)           | 24(23)       | 398  |
| 2     | Сергей Тетюхин      | 1975         | доигровщик   | «Локомотив-Белогорье»                 | 16(15)         | 9(9)           | 25(24)       | 352  |
| 3     | Алексей Кулешов     | 1979         | блокирующий  | «Локомотив-Белогорье»                 | 17(16)         | 9(9)           | 26(25)       | 303  |
| 4     | Павел Абрамов       | 1979         | доигровщик   | «Динамо» Москва                       | 17(12)         | 9(9)           | 26(21)       | 284  |
| 5     | Андрей Егорчев      | 1978         | блокирующий  | «Локомотив-Белогорье»                 | 14(13)         | 9(9)           | 23(22)       | 219  |
| 6     | Вадим Хамутцких     | 1969         | связующий    | «Локомотив-Белогорье»                 | 17(16)         | 9(9)           | 26(25)       | 123  |
| 7     | Руслан Олихвер      | 1969         | блокирующий  | МГТУ-«Лужники» «Динамо» Казань        | 15(5)          | 4              | 19(5)        | 90   |
| 8     | Александр Герасимов | 1975         | диагональный | «Перуджа» «Триест»                    | 13(2)          | 7              | 20(2)        | 73   |
| 9     | Тарас Хтей          | 1982         | доигровщик   | МГТУ-«Лужники»                        | 11(2)          | 6              | 17(2)        | 64   |
| 10    | Александр Косарев   | 1977         | доигровщик   | «Локомотив-Белогорье»                 | 12(3)          | 8              | 20(3)        | 61   |
| 11    | Игорь Шулепов       | 1972         | доигровщик   | «Парма»                               | 4(2)           |                | 4(2)         | 26   |
| 12    | Константин Ушаков   | 1970         | связующий    | ССК «Анкара»                          | 7(1)           | 6              | 13(1)        | 24   |
| 13    | Максим Терёшин      | 1979         | диагональный | МГТУ-«Лужники»                        | 3(1)           |                | 3(1)         | 11   |
| 14    | Евгений Митьков     | 1972         | либеро       | «Локомотив-Белогорье» «Динамо» Казань | 15(0+15)       | 9(0+9)         | 24(0+24)     | 0    |
| 15    | Александр Соколов   | 1982         | либеро       | «Нефтяник»                            | 2(0+2)         |                | 2(0+2)       | 0    |

- Главный тренер — Геннадий Шипулин.

## Итоги
Всего в 2002 году сборная России провела 26 официальных матчей, победив 20 раз и уступив в 6 поединках при соотношении партий 66:35. Соперниками россиян в этих матчах были национальные сборные 10 стран.
| Турнир                                   | И  | В  | П | С/П   | Место |
| ---------------------------------------- | -- | -- | - | ----- | ----- |
| Мировая лига. Интерконтинентальный раунд | 12 | 11 | 1 | 34:12 | 1 гр. |
| Мировая лига. Финальный турнир           | 5  | 3  | 2 | 11:8  | 1     |
| Чемпионат мира 2002                      | 9  | 6  | 3 | 21:15 | 2     |